# 久宝寺駅
久宝寺駅（きゅうほうじえき）は、大阪府八尾市龍華町二丁目にある、西日本旅客鉄道（JR西日本）の駅である。

## 概要
八尾市の西部に位置し、かつては大阪府南部の貨物列車の拠点となっていた竜華操車場（のちに竜華信号場に変更、現在は廃止）があり、広い構内であったが、竜華操車場の廃止後、1997年に跡地の再開発（大阪竜華都市拠点土地区画整理事業）が開始され、2006年に竣工した。周辺は大きく様変わりしている。
近鉄大阪線の久宝寺口駅は、かなり北に離れている。

### 乗り入れ路線
当駅の所属線である関西本線と、当駅を終点とするおおさか東線の2路線が乗り入れている。アーバンネットワーク内にあり、関西本線は「大和路線」の路線愛称設定区間に含まれている。おおさか東線はかつての片町線支線（通称「城東貨物線」）を旅客化した路線である。駅番号は関西本線（大和路線）がJR-Q24。おおさか東線がJR-F15。
なお、隣の駅には特定都区市内制度における「大阪市内」に属する駅（加美駅と新加美駅）があるが、「大阪市内」発着の乗車券で乗車している場合は、大阪市外にある当駅で途中下車しないことを条件に、関西本線・天王寺駅方面とおおさか東線方面への乗り換えが認められている。

## 歴史
- 1910年（明治43年）12月1日：鉄道院関西本線の駅（旅客駅）として八尾駅 - 加美駅間に新設開業。開設時は蒸気動車専用であった[4]。また非電化時代は、停車するのは湊町・天王寺 - 柏原間の区間運転の列車が主で、それ以外の列車は大多数が通過していた。
  - かつては上下線が竜華操車場を挟んで離れていた。大阪南部の貨物操車場として発展し、機関区も設けられていた。1986年に操車場が廃止された。
- 1973年（昭和48年）10月1日：当駅を含む奈良駅 - 湊町駅間が直流電化され、当駅停車の列車も電車化。
- 1987年（昭和62年）4月1日：国鉄分割民営化により、JR西日本の駅となる[5]。
- 1988年（昭和63年）3月13日：路線愛称の制定により、「大和路線」の愛称を使用開始。
- 1992年（平成4年）11月1日：みどりの窓口営業開始。
- 1997年（平成9年）
  - 3月8日：区間快速の停車駅になる。
  - 7月28日：橋上駅舎が完成し、下り線が北に約150mに移設され、大阪方面行きの待避線が完成する。前日完成予定だったが[6]台風により1日延期された[7]。同時に自動改札機を設置し、供用開始[8]。
- 1998年（平成10年）3月14日：奈良方面行きの待避線が完成する[9]。
- 2001年（平成13年）3月3日：大和路快速の停車駅になる[10]。
- 2003年（平成15年）11月1日：ICカード「ICOCA」の利用が可能となる[11]。
- 2008年（平成20年）3月15日：おおさか東線の当駅 - 放出駅間が部分開業し、乗換駅になる[12]。これによるダイヤ改正に伴い、新設された直通快速の停車駅となる。
- 2009年（平成21年）10月4日：大阪環状・大和路線運行管理システム導入。
- 2015年（平成27年）
  - 8月7日：キヨスクがリニューアル工事のため、一時閉店[13]。
  - 12月13日：セブンイレブン キヨスクが開業。
- 2018年（平成30年）3月17日：駅ナンバリングが導入され、使用を開始。
- 2024年（令和6年）3月16日：ダイヤ改正に伴い、新設された通勤特急「らくラクやまと」の停車駅となる（列車は3月18日から運行）[14]。

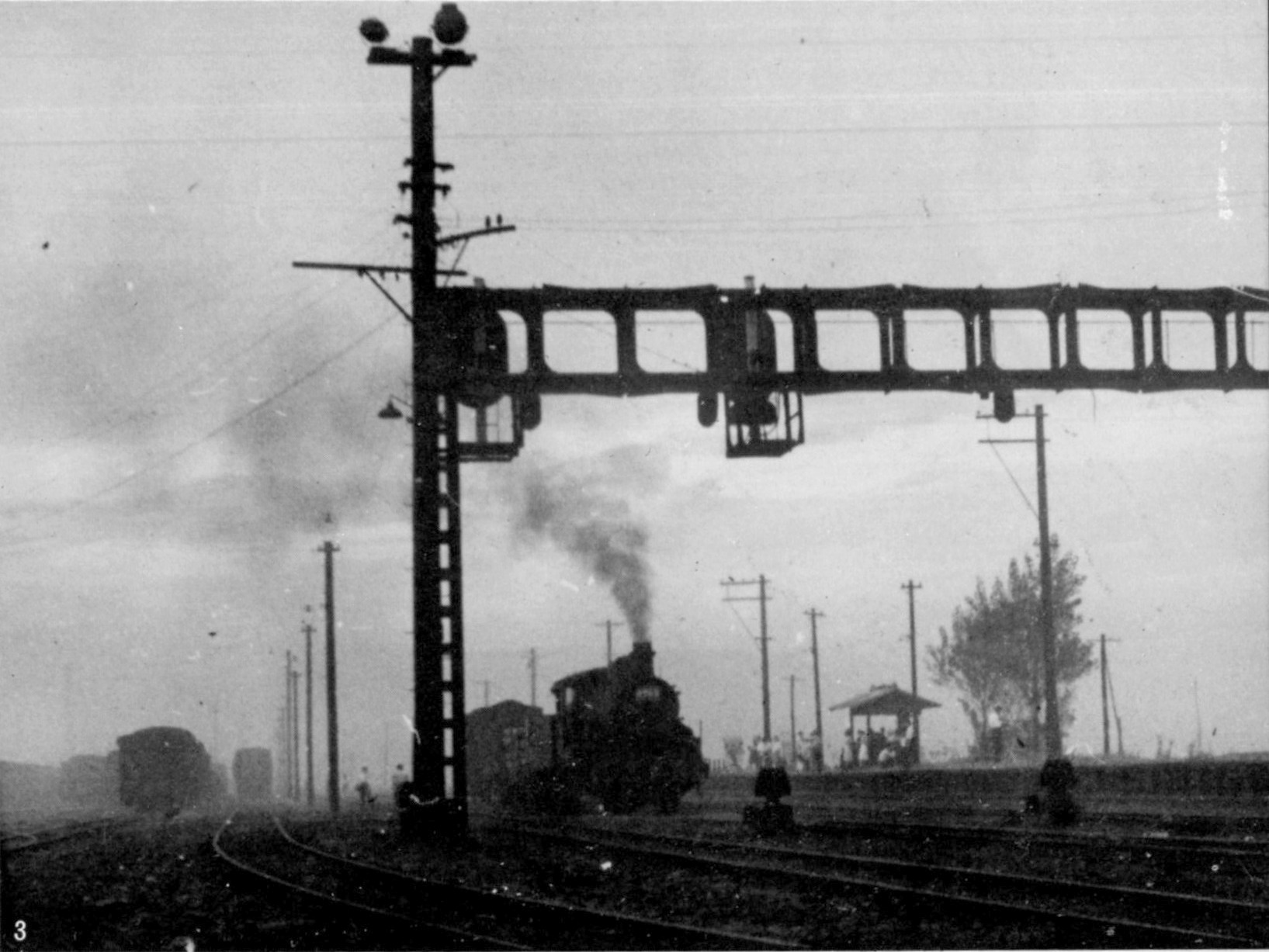
駅構内（1946年）
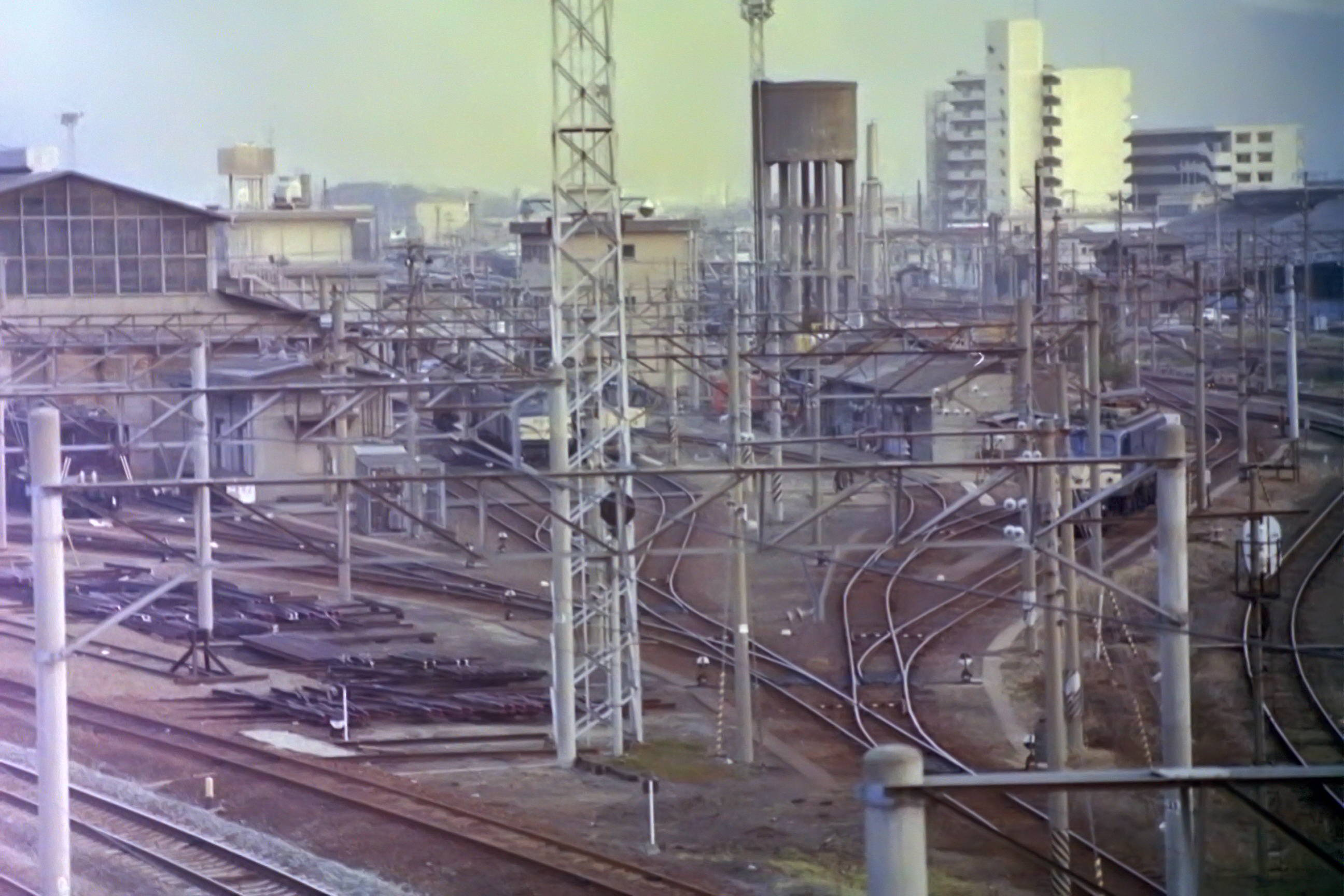
竜華操車場（機関区、1984年）

## 駅構造
島式ホーム2面4線を持つ地上駅で、橋上駅舎を有する。有効長は8両編成分である。
八尾駅が管理している直営駅で、ICカード乗車券「ICOCA」の利用エリアに含まれている。

### のりば
| のりば | 路線         | 方向         | 行先                                 | 備考         |
| ------ | ------------ | ------------ | ------------------------------------ | ------------ |
| 1      | 大和路線     | 上り         | 王寺・奈良方面 / 高田方面            | 主に普通電車 |
| 2      | 大和路線     | 上り         | 王寺・奈良方面 / 高田方面            | 主に快速電車 |
| 3      | おおさか東線 | おおさか東線 | 放出・新大阪・大阪（地下ホーム）方面 |              |
| 3      | 大和路線     | 下り         | 天王寺・JR難波・大阪方面             | 主に快速電車 |
| 4      | 大和路線     | 下り         | 天王寺・JR難波・大阪方面             | 主に普通電車 |

※上表の路線名は旅客案内上の名称（愛称）で表記している。
付記事項
- 1番のりばが上り本線、2番のりばが上り副本線、3番のりばが下り副本線、4番のりばが下り本線である。
- 基本的に1・4番のりばを大和路線の列車が、2・3番のりばをおおさか東線の列車が使用する（配線上、おおさか東線の列車は1・4番のりばに入線できない）。ただし、大和路線では快速電車と普通電車の緩急接続が終日行われており、この場合快速電車は待避線の2・3番のりばを使用する。また、平日の朝ラッシュにおいては、普通が3番のりばに発着して快速が4番のりばを使用する場合がある。
- 当駅の八尾方に引き上げ線が1本設置されており、2番のりばに到着したおおさか東線の当駅止まりの列車はこの引き上げ線を使用して3番のりばへ折り返す。

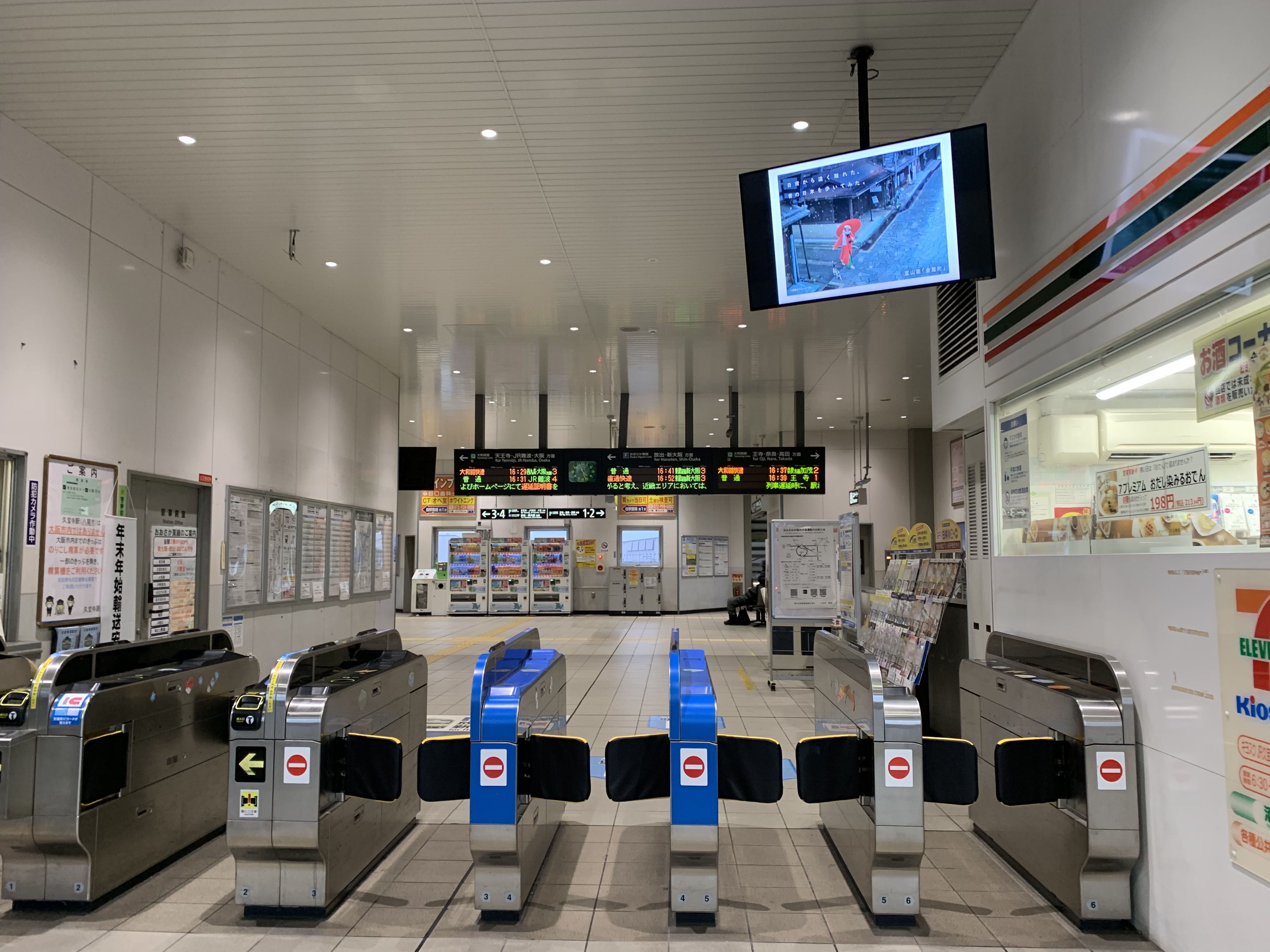
改札口（2021年12月）
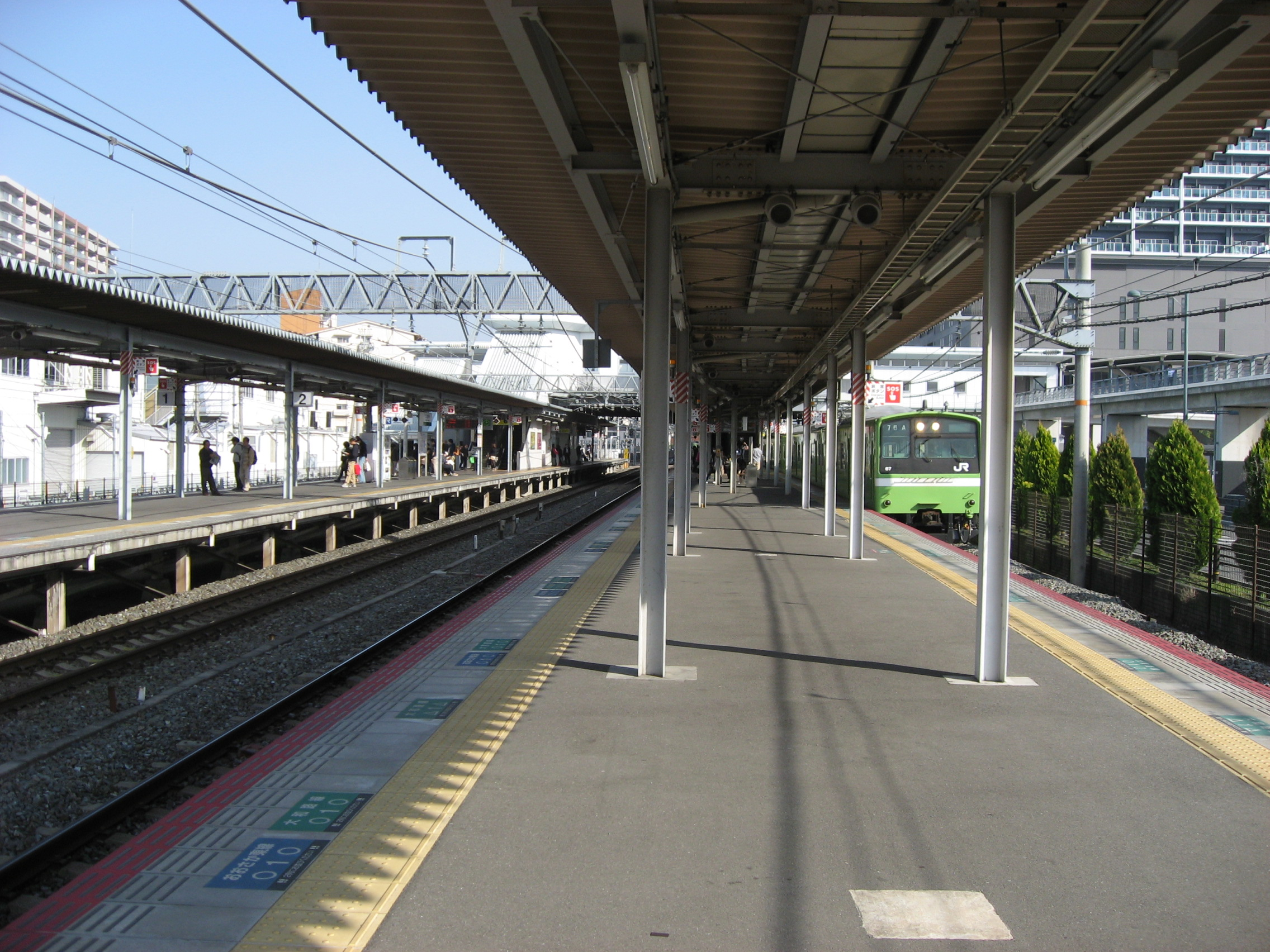
ホーム（2013年3月）

### 配線図
|                       | ↑ おおさか東線 放出方面                                         |                     |
| ← 関西本線 JR難波方面 | 久宝寺駅 - 平野駅間および久宝寺駅 - 衣摺加美北駅間 構内配線略図 | → 関西本線 加茂方面 |
| 凡例 出典:            |                                                                 |                     |

## 利用状況
2023年（令和5年）度の一日平均乗車人員は16,947人である。
平成中期までは八尾市内のJR駅で最も利用者が少なかったが、快速停車駅となって以降利用者が増加傾向となり、2006年に志紀駅を、2010年に八尾駅を上回った。
各年度の1日の平均乗車人員は以下の通りである。
| 年度               | 1日平均 乗車人員 | うち定期 | 定期率 | 出典          |
| ------------------ | ---------------- | -------- | ------ | ------------- |
| 1988年（昭和63年） | 5,574            | 3,846    | 69.0%  | [ 大阪府 1 ]  |
| 1989年（平成元年） | 5,592            | 3,821    | 68.3%  | [ 大阪府 1 ]  |
| 1990年（平成02年） | 5,685            | 3,848    | 67.7%  | [ 大阪府 2 ]  |
| 1991年（平成03年） | 5,709            | 3,835    | 67.2%  | [ 大阪府 3 ]  |
| 1992年（平成04年） | 5,802            | 3,909    | 67.4%  | [ 大阪府 4 ]  |
| 1993年（平成05年） | 5,619            | 3,767    | 67.0%  | [ 大阪府 5 ]  |
| 1994年（平成06年） | 5,422            | 3,584    | 66.1%  | [ 大阪府 6 ]  |
| 1995年（平成07年） | 5,406            | 3,564    | 65.9%  | [ 大阪府 7 ]  |
| 1996年（平成08年） | 5,469            | 3,600    | 65.8%  | [ 大阪府 8 ]  |
| 1997年（平成09年） | 6,520            | 4,328    | 66.4%  | [ 大阪府 9 ]  |
| 1998年（平成10年） | 7,298            | 4,925    | 67.5%  | [ 大阪府 10 ] |
| 1999年（平成11年） | 7,700            | 5,261    | 68.3%  | [ 大阪府 11 ] |
| 2000年（平成12年） | 8,152            | 5,558    | 68.2%  | [ 大阪府 12 ] |
| 2001年（平成13年） | 8,748            | 5,964    | 68.2%  | [ 大阪府 13 ] |
| 2002年（平成14年） | 8,960            | 6,159    | 68.7%  | [ 大阪府 14 ] |
| 2003年（平成15年） | 9,215            | 6,318    | 68.6%  | [ 大阪府 15 ] |
| 2004年（平成16年） | 9,898            | 6,761    | 68.3%  | [ 大阪府 16 ] |
| 2005年（平成17年） | 10,632           | 7,206    | 67.8%  | [ 大阪府 17 ] |
| 2006年（平成18年） | 10,926           | 7,599    | 69.5%  | [ 大阪府 18 ] |
| 2007年（平成19年） | 11,285           | 7,929    | 70.3%  | [ 大阪府 19 ] |
| 2008年（平成20年） | 12,455           | 8,734    | 70.1%  | [ 大阪府 20 ] |
| 2009年（平成21年） | 12,847           | 9,187    | 71.5%  | [ 大阪府 21 ] |
| 2010年（平成22年） | 13,727           | 9,799    | 71.4%  | [ 大阪府 22 ] |
| 2011年（平成23年） | 14,654           | 10,332   | 70.5%  | [ 大阪府 23 ] |
| 2012年（平成24年） | 15,365           | 10,682   | 69.5%  | [ 大阪府 24 ] |
| 2013年（平成25年） | 15,974           | 11,100   | 69.5%  | [ 大阪府 25 ] |
| 2014年（平成26年） | 16,087           | 11,318   | 70.4%  | [ 大阪府 26 ] |
| 2015年（平成27年） | 16,311           | 11,454   | 70.2%  | [ 大阪府 27 ] |
| 2016年（平成28年） | 16,938           | 12,026   | 71.0%  | [ 大阪府 28 ] |
| 2017年（平成29年） | 17,350           | 12,394   | 71.4%  | [ 大阪府 29 ] |
| 2018年（平成30年） | 17,732           | 12,700   | 71.6%  | [ 大阪府 30 ] |
| 2019年（令和元年） | 18,112           | 13,041   | 72.0%  | [ 大阪府 31 ] |
| 2020年（令和02年） | 14,747           | 11,234   | 76.2%  | [ 大阪府 32 ] |
| 2021年（令和03年） | 15,046           | 11,230   | 74.6%  | [ 大阪府 33 ] |
| 2022年（令和04年） | 16,383           | 11,964   | 73.0%  | [ 大阪府 34 ] |
| 2023年（令和05年） | 16,947           | 12,322   | 72.7%  | [ 大阪府 35 ] |

## 駅周辺

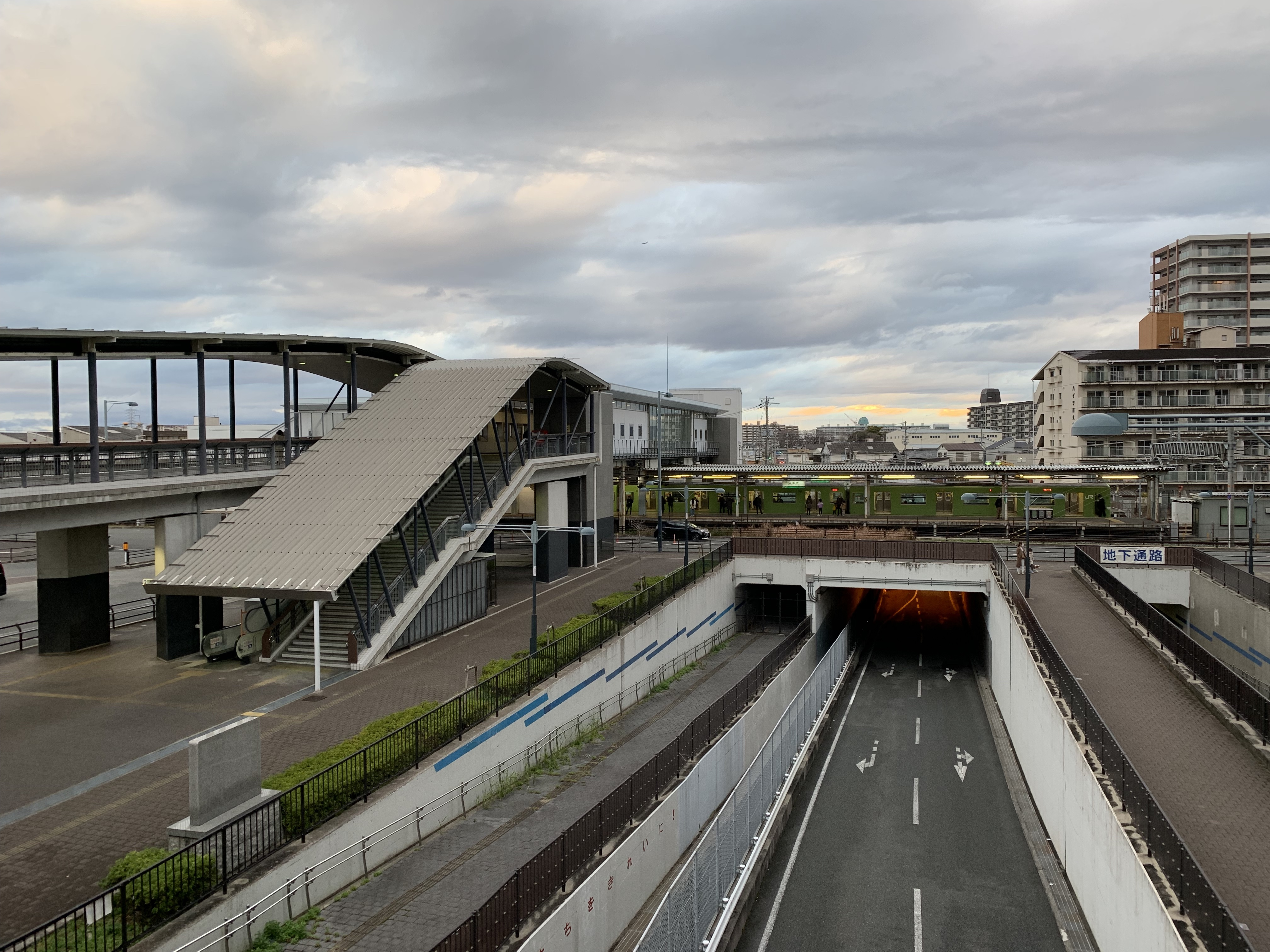
駅の下を大阪府道179号住吉八尾線が通る

- 久宝寺（寺内町）
  - 顕証寺
  - 許麻神社
  - 念佛寺
  - 発願寺
  - 寺内町ふれあい館
- 久宝寺緑地・久宝寺プール
- 八尾久宝寺四郵便局
- 八尾市立病院
- メガシティタワーズ
- 竜華水みらいセンター
- シャープ 八尾事業所
- クボタ 久宝寺事業センター
- ヤマト運輸 八尾太子堂宅急便センター
- 日本通運 大阪南支店
- IBUKI OSAKA YAO FARM
- ライフ久宝寺駅前店
- 業務スーパー 久宝寺駅南店

## バス路線
駅前には近鉄バスのJR久宝寺駅停留所があり、07番（久宝寺線）アリオ八尾行が発着する。かつては八尾南駅前行や京都駅八条口行、大阪バスの路線も発着していた。

## 隣の駅
西日本旅客鉄道（JR西日本）
 大和路線（関西本線）
- 通勤特急「らくラクやまと」停車駅

■直通快速
王寺駅 (JR-Q31) - 久宝寺駅 (JR-Q24) - （おおさか東線）
■大和路快速・■快速・■区間快速
王寺駅 (JR-Q31)  - 久宝寺駅 (JR-Q24) - 天王寺駅 (JR-Q20)
■普通
八尾駅 (JR-Q25) - 久宝寺駅 (JR-Q24) - 加美駅 (JR-Q23)
 おおさか東線
■直通快速
JR河内永和駅 (JR-F10) - 久宝寺駅 (JR-F15) - （大和路線）
■普通
新加美駅 (JR-F14) - 久宝寺駅 (JR-F15)

### 本文中の出典
1. 1 2  『週刊 JR全駅・全車両基地』 16号 奈良駅・新今宮駅・王寺駅ほか70駅、朝日新聞出版〈週刊朝日百科〉、2012年11月25日、22頁。
2. ↑  『停車場変遷大事典 国鉄・JR編』JTB 1998年 ISBN 978-4533029806 に、データで見るJR西日本（西日本旅客鉄道）p.48 - p.49 の、おおさか東線の駅数は中間駅の5駅が計上されているのを考慮。
3. ↑  「大阪市内」発着となる乗車券による市外乗車の特例 - JR西日本 2019年3月18日閲覧。
4. ↑  「鉄道院告示第112号」『官報』1910年11月25日（国立国会図書館デジタルコレクション）
5. ↑  石野哲 編『停車場変遷大事典 国鉄・JR編 II』（初版）JTB、1998年10月1日、343頁。ISBN 978-4-533-02980-6。
6. ↑  大和路線久宝寺駅橋上駅舎の使用開始について（インターネット・アーカイブ） - 西日本旅客鉄道プレスリリース 1997年7月3日
7. ↑  中野剛「久宝寺駅橋上駅舎使用開始」『鉄道ピクトリアル』第645号、1997年11月、86頁。
8. ↑  「JR年表」『JR気動車客車編成表 '98年版』ジェー・アール・アール、1998年7月1日、185頁。ISBN 4-88283-119-8。
9. ↑  平成10年春ダイヤ改正について 3.アーバンネットワーク (3)大和路線・和歌山線（インターネット・アーカイブ） - 西日本旅客鉄道プレスリリース 1997年12月19日
10. ↑  -平成13年3月 ダイヤ改正について- 3.大和路線 大和路快速が久宝寺に停車！（インターネット・アーカイブ） - 西日本旅客鉄道プレスリリース 2000年12月8日
11. ↑  「ICOCA」いよいよデビュー! 〜 平成15年11月1日（土）よりサービス開始いたします 〜（インターネット・アーカイブ） - 西日本旅客鉄道プレスリリース 2003年8月30日
12. ↑  平成20年春ダイヤ改正について（インターネット・アーカイブ） - 西日本旅客鉄道プレスリリース 2007年12月20日
13. ↑  “「大和路線・奈良線」の店舗情報”.  ジェイアール西日本デイリーサービスネット. 2015年3月22日時点のオリジナルよりアーカイブ。2015年8月30日閲覧。
14. ↑  『2024年春のダイヤ改正について』（PDF）（プレスリリース）西日本旅客鉄道近畿統括本部、2023年12月15日。オリジナルの2023年12月15日時点におけるアーカイブ。2023年12月15日閲覧。
15. 1 2 3  “久宝寺駅｜時刻表：JRおでかけネット”. JRおでかけネット.   西日本旅客鉄道. 2022年9月28日閲覧。
16. ↑  飯島正泰「2019年3月16日全線開業 おおさか東線 工事・路線の概要」『鉄道ピクトリアル』第960巻、電気車研究会、2019年6月、107頁。
17. ↑  “【平成29年4月1日～】路線バス取り止めのお知らせ”.   近鉄バス (2016年10月18日). 2016年10月20日時点のオリジナルよりアーカイブ。2016年10月20日閲覧。
18. ↑  “【９月２日(土)より】八尾・京都特急線の運行を休止いたします。”.   近鉄バス (2023年7月18日). 2023年7月18日時点のオリジナルよりアーカイブ。2023年7月18日閲覧。

### 利用状況の出典
1. ↑  大阪府統計年鑑 - 大阪府
2. ↑  八尾市統計書 - 八尾市

#### 大阪府統計年鑑
1. 1 2  大阪府統計年鑑（平成2年） (PDF)
2. ↑  大阪府統計年鑑（平成3年） (PDF)
3. ↑  大阪府統計年鑑（平成4年） (PDF)
4. ↑  大阪府統計年鑑（平成5年） (PDF)
5. ↑  大阪府統計年鑑（平成6年） (PDF)
6. ↑  大阪府統計年鑑（平成7年） (PDF)
7. ↑  大阪府統計年鑑（平成8年） (PDF)
8. ↑  大阪府統計年鑑（平成9年） (PDF)
9. ↑  大阪府統計年鑑（平成10年） (PDF)
10. ↑  大阪府統計年鑑（平成11年） (PDF)
11. ↑  大阪府統計年鑑（平成12年） (PDF)
12. ↑  大阪府統計年鑑（平成13年） (PDF)
13. ↑  大阪府統計年鑑（平成14年） (PDF)
14. ↑  大阪府統計年鑑（平成15年） (PDF)
15. ↑  大阪府統計年鑑（平成16年） (PDF)
16. ↑  大阪府統計年鑑（平成17年） (PDF)
17. ↑  大阪府統計年鑑（平成18年） (PDF)
18. ↑  大阪府統計年鑑（平成19年） (PDF)
19. ↑  大阪府統計年鑑（平成20年） (PDF)
20. ↑  大阪府統計年鑑（平成21年） (PDF)
21. ↑  大阪府統計年鑑（平成22年） (PDF)
22. ↑  大阪府統計年鑑（平成23年） (PDF)
23. ↑  大阪府統計年鑑（平成24年） (PDF)
24. ↑  大阪府統計年鑑（平成25年） (PDF)
25. ↑  大阪府統計年鑑（平成26年） (PDF)
26. ↑  大阪府統計年鑑（平成27年） (PDF)
27. ↑  大阪府統計年鑑（平成28年） (PDF)
28. ↑  大阪府統計年鑑（平成29年） (PDF)
29. ↑  大阪府統計年鑑（平成30年） (PDF)
30. ↑  大阪府統計年鑑（令和元年） (PDF)
31. ↑  大阪府統計年鑑（令和2年） (PDF)
32. ↑  大阪府統計年鑑（令和3年） (PDF)
33. ↑  大阪府統計年鑑（令和4年） (PDF)
34. ↑  大阪府統計年鑑（令和5年） (PDF)
35. ↑  大阪府統計年鑑（令和6年） (PDF)